# رامين جوادي
رامين جوادي (بالألمانية: Ramin Djawadi) (مواليد 19 يوليو 1974) ملحن ومؤلف موسيقى تصويرية وقائد أوركسترا ومنتج أسطوانات إيراني ألماني.
اشتهر كثيًرا بسبب تلحينه موسيقى مسلسل صراع العروش واشتهر أيضا ببعض أعماله في الأفلام مثل صراع الجبابرة، ووركرافت وتلحينه لفيلم مارفل الذي ترشح لجائزة جرامي عام 2008 ايرون مان، ومسلسلات تلفزيونية مثل الهروب من السجن، شخص مثير للإهتمام، وست وورلد. فاز بجائزتي إيمي متتاليتين عن مسلسل صراع العروش، الأولى سنة 2018 عن حلقة «التنين والذئب» والثانية سنة 2019 عن حلقة «الليلة الطويلة».

## النشأة
ولد جوادي في 19 يوليو 1974 في دويسبورغ لأب إيراني وأم ألمانية. درس في مدرسة كروب الثانوية في دويسبورغ، ألمانيا الغربية ودرس في كلية باركلي للموسيقى.

## وصلات خارجية
- رامين جوادي على موقع IMDb (الإنجليزية)
- رامين جوادي على موقع ألو سيني (الفرنسية)
- رامين جوادي على موقع ميوزك برينز (الإنجليزية)
- رامين جوادي على موقع أول موفي (الإنجليزية)
- رامين جوادي على موقع بوكس أوفيس موجو (الإنجليزية)
- رامين جوادي على موقع قاعدة بيانات الأفلام السويدية (السويدية)
- رامين جوادي على موقع أول ميوزيك (الإنجليزية)
- رامين جوادي على موقع ديسكوغز (الإنجليزية)
- رامين جوادي على موقع قاعدة بيانات الفيلم (الإنجليزية)